# Listă de filme de comedie din anii 1930
Aceasta este o listă de filme de comedie din anii 1930.

## Anii 1930

### Filme americane
1930
- Animal Crackers
- Check and Double Check
- The Cuckoos
- Dixiana
- Feet First
- Half-Shot at Sunrise
- Hook, Line and Sinker
- Queen High
- The Rogue Song
- Whoopee!

1931
- Caught Plastered
- City Lights
- Cracked Nuts
- Ever Since Eve
- Everything's Rosie
- The Front Page
- Girls Demand Excitement
- Monkey Business
- Peach-O-Reno
- Platinum Blonde
- Too Many Cooks

1932
- Girl Crazy
- Hold 'Em Jail
- Horse Feathers
- Love Me Tonight
- Movie Crazy
- That's My Boy
- This Is the Night
- Trouble in Paradise

1933
- Bed of Roses
- Bombshell
- Christopher Bean
- Dinner at Eight
- Diplomaniacs
- Duck Soup
- His Private Secretary
- International House
- It's Great to Be Alive
- I'm No Angel
- She Done Him Wrong
- So this is Africa
- Sons of the Desert

1934
- The Affairs of Cellini
- Babes in Toyland
- The Cat's-Paw
- Cockeyed Cavaliers
- Hips, Hips, Hooray!
- It Happened One Night
- It's a Gift
- Kentucky Kernels
- The Thin Man
- Duck soup

1935
- The Farmer Takes a Wife
- Man on the Flying Trapeze
- A Night at the Opera
- The Nitwits
- Paradise Canyon
- The Rainmakers
- Ruggles of Red Gap
- Top Hat

1936
- Libeled Lady
- The Milky Way
- Modern Times
- Mr. Deeds Goes to Town
- Mummy's Boys
- My Man Godfrey
- Silly Billies
- Theodora Goes Wild
- Wife vs. Secretary

1937
- The Awful Truth
- A Day at the Races
- Double Wedding
- High Flyers
- History Is Made At Night
- The King and the Chorus Girl
- Nothing Sacred
- On Again, Off Again
- Topper
- Way Out West

1938
- The Amazing Dr. Clitterhouse
- Bringing up Baby
- Love Finds Andy Hardy
- Professor Beware
- Room Service
- A Slight Case of Murder
- You Can't Take It with You

1939
- At the Circus
- Bachelor Mother
- The Cowboy Quarterback
- Dancing Co-Ed
- East Side of Heaven
- Honolulu
- It's a Wonderful World
- Mr. Smith Goes to Washington
- Ninotchka
- Topper Takes a Trip
- The Women

### Filme scurte americane
1930
- Brats
- Shivering Shakespeare
- One Way Out
- Teacher's Pet

1931
- Beau Hunks
- Chickens Come Home
- Helpmates
- The House That Shadows Built
- Our Wife

1932
- The Dentist
- The Music Box
- County Hospital
- The Hollywood Handicap
- Running Hollywood
- The Voice of Hollywood No, 13

1933
- Twice Two
- The Midnight Patrol
- The Barber Shop
- Busy Bodies
- The Fatal Glass of Beer

1934
- Going Bye Bye
- Odor in the Court
- Punch Drunks
- Tit for Tat
- Woman Haters

1935
- Pop Goes the Easel
- Thicker than Water

1936
- Movie Maniacs

1937
1938
- Termites of 1938

### Filme britanice
- Ask A Policeman (1938)
- Boys Will Be Boys (1935)
- Dandy Dick (1935)
- The Divorce of Lady X (1938)
- The Ghost Goes West (1935)
- Good Morning, Boys (1936)
- It's in the Air (1938)
- Keep Fit (1937)
- Oh, Mr Porter! (1937)
- Old Bones of the River (1938)
- Pygmalion (1938)
- Trouble Brewing (1939)
- Where's That Fire? (1939)

## Anii 1930
1930
- The Cat Creeps

1932
- The Old Dark House

1939
- The Cat and the Canary

## Comedie dramă
- A Successful Catanity (1932)
- Rebecca of Sunnybrook Farm (1932)
- Rebecca of Sunnybrook Farm (1938)